# Ауэрбах (Деггендорф)
Ауэрбах (нем. Auerbach) — община в Германии, в Республике Бавария.
Община расположена в правительственном округе Нижняя Бавария в районе Деггендорф. Население составляет 2157 человек (на 31 декабря 2010 года). Занимает площадь 24,06 км².

## История
Впервые упоминается в 788 году как поселение аббатства Нидеральтайх. Монахи из аббатства расчистили лес и построили две фермы и часовню. Название «Ауэрбах» (старое название: Урбах) происходит от неприметного ручья, который течёт к западу от селения. Поселок развивался и в 1148 году был признан папой Евгением III.
В начале XVIII века аббат Хоссио Хамбергер построил и обставил церковь Святых Панкраса и Маргарет.
Нынешняя община Ауэрбах была создана путем добровольного слияния бывших общин Ауэрбах, Энголлинг и части Урладинга.

## Население
По оценке на 31 декабря 2015 года население общины Ауэрбах составляет 2111 чел. 

| Дата      | 1840 | 1871 | 1900 | 1925 | 1939 | 1950 | 1961 | 1970 | 1987 | 2011 |
| --------- | ---- | ---- | ---- | ---- | ---- | ---- | ---- | ---- | ---- | ---- |
| Население | 1170 | 1151 | 1132 | 1250 | 1219 | 1679 | 1478 | 1536 | 1783 | 2070 |

| Год       | 1960 | 1970 | 1980 | 1990 | 2000 | 2009 | 2010 | 2011 | 2012 | 2013 | 2014 | 2015 |
| --------- | ---- | ---- | ---- | ---- | ---- | ---- | ---- | ---- | ---- | ---- | ---- | ---- |
| Население | 1533 | 1544 | 1579 | 1933 | 2134 | 2159 | 2157 | 2065 | 2096 | 2097 | 2100 | 2111 |